# Балінт Варга
Ба́лінт Ва́рга (угор. Varga Bálint; 23 червня 1856 — 16 вересня 1943) — угорський письменник, літературознавець і перекладач. Автор праць з історії угорської і французької літератур, стилістики угорської мови, підручників (у співавторстві) французькою і німецькою мовами.
У співавторстві з Г. Стрипським переклав «Слово о полку Ігоревім». Перекладав твори Тараса Шевченка (за підрядником Г. Стрипського). В 1916 році в журналі «Ukráina» («Україна», № 13—14) опубліковано поезії «До Основ'яненка», «Минають дні, минають ночі», уривок з поеми «І мертвим, і живим…» та поему «Наймичка». Переклади цих творів, особливо «Наймички» дістали високу оцінку критики.